# 佐久間信盛
佐久間 信盛（さくま のぶもり）は、戦国時代から安土桃山時代にかけての武将。織田氏の宿老、鳴海城主。平手政秀自害から主君の織田信長による折檻状で織田氏を離れるまでの約30年間、織田氏家臣団の筆頭家老として家中を率いた。尾張佐久間氏の当主。通称は出羽介、右衛門尉。子に信栄・信実。従兄弟に佐久間盛次（佐久間盛政・佐久間安政・柴田勝政・佐久間勝之の父）がいる。

## 生涯
尾張国愛知郡山崎（現在の名古屋市南区）に生まれ、織田信秀に仕えた。後に幼少の織田信長に重臣としてつけられ、信秀死後の家督相続問題でも一貫して信長に与し、信長の弟・信時を守山城に置くよう進言し、城主だった信長の叔父・織田信次の家臣・角田新五らを寝返らせ、信長の弟・信行の謀反の際も稲生の戦いで信長方の武将として戦った。その功により以後家臣団の筆頭格として扱われ、「退き佐久間」（殿軍の指揮を得意としたことに由来）と謳われた。
信長に従って各地を転戦し、織田家の主だった合戦に参戦した。永禄3年（1560年）の桶狭間の戦いでは善照寺砦を守備し、戦後に鳴海城を与えられた。
永禄10年（1567年）、柳生宗厳に対し信長が上洛次第、松永久秀と連携して織田軍を差し向けることを約束したことからこの頃は大和方面を担当していたと思われる。
永禄11年（1568年）、近江国の六角義賢・義治父子との観音寺城の戦いでは箕作城を落とすなどの戦功をあげた。
吏僚としての活動も見られ、永禄10年（1567年）に徳川家康の長男・松平信康に信長の娘・徳姫が嫁ぐ際に岡崎城まで供奉、家康の領地と接する西三河を任された。翌永禄11年の信長上洛後には畿内の行政担当者の1人に選ばれ、大和国の松永久秀を交渉で味方に付けている。浅井長政が信長に敵対した直後の元亀元年（1570年）5月、近江永原城に配置され、柴田勝家と共に南近江を平定（野洲河原の戦い）、姉川の戦い、志賀の陣にも出陣している。
元亀2年（1571年）8月、松永久秀が白井河原の戦いで敗死した和田惟政の居城・高槻城を接収しようとしたが、信盛が交渉を行い撤兵させている。9月、比叡山焼き討ちで武功を上げた。11月には松永久秀と争っていた筒井順慶の帰順交渉も担当、久秀と順慶を和睦させたという。同年12月、金森200石、野洲郡・栗太郡、桐原・島郷に所在した種村氏の旧領500石を与えられた。
元亀3年（1572年）4月、三好義継と松永久秀・久通父子が畠山昭高の交野城を攻囲したため、交野城の救援として派遣され敵勢を退散させた。7月には小谷城の城下町を攻撃。10月、武田信玄が織田家への敵対を露わにした際には、岐阜城に2,000余りの兵と共に留守居として入り美濃の守備を固めている。11月には平手汎秀・水野信元と共に3,000の兵を率い、徳川家康軍8,000の援軍に派遣されるも、信盛は戦場となった三方原で27,000の武田軍を目の当たりにして、徳川軍に勝ち目はないと判断しほとんど戦わないまま三方原南方の浜名湖の今切まで退却した（三方ヶ原の戦い）。
天正元年（1573年）4月、信長の名代として織田信広、細川藤孝と共に二条御所に派遣され、将軍・足利義昭と和睦の交渉を行った。同月、柴田勝家、丹羽長秀、蒲生賢秀と共に、六角義治が籠城する鯰江城攻めを命じられ、四方に付城を築いて攻囲した。
4月末に義昭と信長家臣との間で起請文が交わされた。義昭が宛てた家臣の内訳は佐久間信盛・滝川一益・塙直政で、信長側の発給者は林秀貞・佐久間信盛・柴田勝家・稲葉一鉄・安藤守就・氏家卜全・滝川一益であり、信盛が重臣であることを裏付けている。
8月、一乗谷城の戦いの直前、戦場から離脱する朝倉義景軍の追撃を怠った織田家臣団の面々は信長の叱責を受ける。その際、信盛は思わず涙を流しながら「さ様に仰せられ候共、我々程の内の者はもたれ間敷（そうは言われましても我々のような優秀な家臣団をお持ちにはなれますまい）」と口答えをしてしまった為に信長をさらに怒らせ、所領没収の厳罰を下されそうになるが、柴田勝家、明智光秀、前田利家ら他の家臣達が必死で取り直した事により、その場では信長の怒りは収まった。
その後は六角氏の菩提寺城を攻略、続いて六角義賢が籠る石部城を包囲のち攻略するなどの戦に赴き、11月には第一次織田包囲網が瓦解し逃亡した足利義昭を匿った河内若江城主・三好義継を攻め、自害に追い込む戦果を上げ、織田家の畿内制圧に貢献した（若江城の戦い）事から、先の失言の一件は一先ず免ぜられる事になったものの、信長からは根に持たれる事となり、後に突きつけられた折檻状の19ヶ条の中に上記の一件を蒸し返されている。
天正2年（1574年）2月、武田勝頼が軍勢を率いて明知城を包囲した際には、尾張・美濃衆を率いて援軍として派遣された。この時期、信盛は対武田氏における司令官であったと考えられている。4月、前年から包囲を続けていた六角義賢の石部城を攻略、信盛の軍勢が入城した。7月には長島一向一揆攻めに参陣、松之木の渡しを押し渡り、馬上から数多くの一揆勢を切り捨てた。
天正3年（1575年）3月、徳川家康のもとへ派遣され、長篠城等の武田・徳川領国の境目の城々の検分を行った、月末には吉田兼見から扇を送られる(兼見卿記)。4月、信長に従って三好康長が籠る高屋城や新堀城を攻撃し、降伏に追いこんだ（高屋城の戦い）。5月には武田方へ虚偽の内通を行い油断させ設楽原におびき寄せ長篠の戦いの勝利に貢献した。(武家事紀)
6月、奥三河の武節城を陥落させ、奥平定能・信昌父子に城を預けて織田信忠の岩村城攻めに援軍として加わった。8月には転戦して越前一向一揆征伐に参加。11月、嫡男・信忠に家督と岐阜城を譲った信長を自らの館へと迎え入れ、この際に新たな居城築城（のちの安土城）の構想を信長から打ち明けられ、助言を求められたとされている。
12月、信盛は与力の水野信元が、前月に降伏して処刑された武田氏の秋山虎繁と内通し、兵糧を密かに虎繁が籠っていた岩村城に流していたとして信長に訴えたという。信長はこれに怒り、信元の甥である家康に信元を殺すように命じた。これにより信元は石川数正に三河大樹寺に誘い出されて平岩親吉によって養子の信政共々暗殺された。こうして信元の居城であった刈谷城と所領の西三河は信盛の直轄領に組み込まれた。
天正4年（1576年）1月11日、織田信忠が千秋季信に熱田大宮神職を与えた文書に息子の信栄と連署で副状を発給している。ほかに同様の事例が見られないことから当時、信忠付きであったことが指摘されている。
5月には石山合戦の一環であった天王寺の戦いで石山本願寺攻略戦の司令官である塙直政が戦死、天王寺砦が包囲されて嫡子・信栄を含む籠城衆は窮地に陥った。救援に向かった織田軍と本願寺勢の戦いは信長が負傷するほどの激戦となったが、信盛も先陣を務めて奮戦し、本願寺勢を打ち破って籠城衆の救援に成功している。
戦後、信盛はその与力衆を率いて天王寺砦に城番として入城、塙直政の後任の対本願寺司令官（のちに畿内方面軍に改編）に就任した。三河・尾張・近江・大和・河内・和泉・紀伊といった7ヶ国の与力をつけられた信盛配下の軍団は当時の織田家中で最大規模であったが、信盛は積極的な攻勢に出ず、戦線は膠着した。ただこの間も対本願寺戦に専従していたわけではなく、織田軍の部将として各所への出陣を繰り返している。
天正5年（1577年）2月からの雑賀攻めに参陣。羽柴秀吉、荒木村重、別所長治、別所重宗、堀秀政と共に紀伊国へ進軍して諸所を焼き払った。
閏7月下旬には再び雑賀衆が蜂起したため、筒井順慶と共に鎮圧に向かっている。8月17日には、石山本願寺包囲のために天王寺砦に詰めていた松永久秀・久通父子が退去して謀反を起こした。これにより一族の佐久間与六郎が人質として預かっていた久通の子供2人は京都へ連行され、処刑されている。その後信盛は織田信忠に従って久秀討伐に加わり、羽柴秀吉、明智光秀、丹羽長秀と共に信貴山城を攻め落とした。
天正6年（1578年）4月、毛利氏が大軍を擁して播磨国へ進軍したとの報を受けると、信長は自身が出馬して直接決着をつけることを表明した。しかし信盛をはじめ滝川一益、蜂屋頼隆、明智光秀、丹羽長秀が懸命に諫め、一同の出陣と引き換えに何とか思いとどまらせたという。翌5月1日、織田信忠、織田信雄、織田信包、織田信孝、細川藤孝と共に尾張・美濃・伊勢3か国の軍勢を率い、毛利氏との対決のため播磨国へ出陣した。
6月27日、神吉城の戦いの際には、信忠、信孝、林秀貞、細川藤孝と共に城の周囲に幾重にもわたり陣を布いて包囲網を形成している。西の丸の守将・神吉藤大夫が降参してきた際には、これを信長に仲介して赦免の許可を取り付けた。
9月30日、信長は堺に赴いて九鬼嘉隆が建造した大船を見物し、その帰りに津田宗及邸での茶会に参加した。信盛は近衛前久、滝川一益、松井友閑と共に信長の相伴にあずかって席入りしており、御供衆として供奉した重臣・側近ら（細川信良、津田信澄、細川藤孝、佐久間信栄、筒井順慶、荒木村次、万見重元、堀秀政、矢部家定、菅屋長頼、長谷川秀一、大津長昌、河尻秀隆、三好康長、若江三人衆）とは別格の扱いを受けている。
10月、荒木村重が謀反を起こした際には、村重に与した高山右近の切り崩しを担当した。信長から右近説得の命を受けて高槻城に向かう宣教師・オルガンティノに同道し、また決断を早めるために捕らえられた他の宣教師らを永原へ連行し、佐久間与六郎の監視下に置いた。さらに自身も高槻のキリシタン武士に対して説得成功の暁には16,000俵の報酬を約束して右近の調略を試みている。最終的に右近は宣教師の説得に応じて信盛の陣営へと出頭した。11月には信長が信盛の下で鷹狩を行っている。
12月には三木城攻めの最中の羽柴秀吉の加勢として明智光秀、筒井順慶と共に播磨国に向けて出陣した。途中、摂津国・三田城に対して道場河原と三本松の二か所に付城を普請し、秀吉の軍勢を入城させている。さらに三木城の付城に兵糧・鉄砲・弾薬の補給し、付城の補強も行った上で帰還した。
この年、与力の若江三人衆・多羅尾綱知が三箇城主の三箇頼照・頼連父子が毛利氏に通じて謀反を企んでいるとの噂を広めた。これを知った信長は激怒して三箇頼連を捕縛させたが、信盛がその無実を訴えたため頼連は許された。しかし多羅尾綱知は執拗に三箇父子を讒言したため、信長は信盛に頼連を誅殺するよう命じたという。この時も信盛が信長を直接説得して翻意させたため頼連は救われた。
天正8年（1580年）3月1日、朝廷より本願寺へ派遣された講和の勅使（近衛前久、勧修寺晴豊、庭田重保）の目付として松井友閑と共に同行を命じられる。
同月10日、小田原城主・北条氏政から信長へ送られた献上品の披露を担当した。また滝川一益、武井夕庵と共に北条氏の使者の取次役も務めた。
8月2日、教如の本願寺退去を検視する勅使に友閑と共に再び同行した。こうして本願寺との10年続いた戦に終止符が打たれた。この時点まで信盛は近畿の地に織田家中で最大規模の軍団を統括していた。
同月25日、信長から19ヶ条にわたる折檻状を突きつけられ、信盛は畿内方面軍軍団長と筆頭家老の地位を捨て織田家を離れた。この信盛の決断は実質的に追放という形となり、嫡男の信栄と少数の郎党達らと共に高野山へと上った。その後、高野山にすら在住を許されずにさらに南に移動したと伝えられ、郎党達も信盛父子を見捨てて去っていった。高野山に落ちる時はつき従う者は2、3名、熊野に落ちる時は1名だったという。なお、この最後まで付き従った者は、後に信栄が赦されて帰参が叶った時、その忠誠心を賞されて小者の身分から士分に抜擢されたという。『信長公記』はこの間の佐久間父子の凋落をあわれみをもって記している。信盛退任後の畿内方面軍軍団長に就任することになったのは明智光秀であり、蜂屋頼隆が引き継いだ和泉を除き旧佐久間軍団は本能寺の変の実質的実行部隊となった。
神田千里によれば、佐久間信盛自身の書状や『多聞院日記』の記述から、信盛が高野山で平穏に余生を送ったことがわかるため、高野山から追い出されたというのは、『信長公記』の誤謬だともされる。
なお高野山在住時、山岡景友が平井阿波入道と共に信盛を訪ねてきたことがあったという。信盛はこれに感激し、涙を流して喜んだと伝わる。
天正10年（1582年）1月16日、紀伊国熊野あるいは高野山にて死去した。享年55。法名は洞無桂巌または宗佑。直後に信栄は織田信忠付の家臣として帰参を許された。

### 人物
ルイス・フロイスは織田信孝を評価する際に、「佐久間殿（信盛）の外には、五畿内に於いて此の如く善き教育を受けた人を見たことがない」「思慮あり、諸人に対して礼儀正しく、又大なる勇士である」と記述している。

### 資料による検証
佐久間氏の武功を記録した『佐久間軍記』には、追放について「誰かの讒言でもあったのではないか」という意味のことが書かれており、この書が成立した江戸時代初期でもそのような見方が存在していたことが窺える。
また『寛政重修諸家譜』の信栄（正勝）の項には
と、「明智光秀の讒言があった」ことが明記されている。ただし、『寛政重修諸家譜』は18世紀末に成立したものであり、また、その内容について出典を明記していない為、注意が必要である。

## 家臣・与力
| 三河衆 - 高木清秀 尾張衆 - 水野守隆 - 水野忠重 - 梶川高盛 - 島信重 - 島一正 - 寺西秀則 - 久松信俊 | 近江衆 - 進藤賢盛 - 山岡景隆 - 山岡景宗 - 青地元珍 - 池田景雄 大和衆 - 松永久秀 - 松永久通 - 箸尾為綱 | 河内衆 - 若江三人衆 和泉衆 - 沼間任世 - 寺田生家 - 松浦信輝 - 真鍋七五三兵衛（真鍋貞友） 紀伊衆 - 保田知宗 - 根来衆 |

## 信長による19ヶ条の折檻状（現代語訳）
一、佐久間信盛・信栄親子は天王寺城に五年間在城しながら何の功績もあげていない。世間では不審に思っており、自分にも思い当たることがあり、口惜しい思いをしている。
一、信盛らの気持ちを推し量るに、石山本願寺を大敵と考え、戦もせず調略もせず、ただ城の守りを堅めておれば、相手は坊主であることだし、何年かすればゆくゆくは信長の威光によって出ていくであろうと考え、戦いを挑まなかったのであろうか。武者の道というものはそういうものではない。勝敗の機を見極め一戦を遂げれば、信長にとっても佐久間親子にとっても兵卒の在陣の労苦も解かれてまことに本意なことであったのに、一方的な思慮で持久戦に固執し続けたことは分別もなく浅はかなことである。
一、丹波国での明智光秀の働きはめざましく天下に面目をほどこした。羽柴秀吉の数カ国における働きも比類なし。池田恒興は少禄の身であるが、花隈城を時間も掛けず攻略し天下に名誉を施した。これを以て信盛も奮起し、一廉の働きをすべきであろう。
一、柴田勝家もこれらの働きを聞いて、越前一国を領有しながら手柄がなくては評判も悪かろうと気遣いし、この春加賀へ侵攻し平定した。
一、戦いで期待通りの働きができないなら、人を使って謀略などをこらし、足りない所を信長に報告し意見を聞きに来るべきなのに、五年間それすらないのは怠慢で、けしからぬことである。
一、信盛の与力・保田知宗の書状には「本願寺に籠もる一揆衆を倒せば他の小城の一揆衆もおおかた退散するであろう」とあり、信盛親子も連判している。今まで一度もそうした報告もないのにこうした書状を送ってくるというのは、自分のくるしい立場をかわすため、あれこれ言い訳をしているのではないか。
一、信盛は家中に於いては特別な待遇を受けているではないか。三河・尾張・近江・大和・河内・和泉に、根来衆を加えれば紀伊にもと、小身の者ばかりとはいえ七ヶ国から与力をあたえられている。これに自身の配下を加えれば、どう戦おうともこれほど落ち度を取ることはなかっただろう。
一、水野信元死後の刈谷を与えておいたので、家臣も増えたかと思えばそうではなく、それどころか水野の旧臣を追放してしまった。それでも跡目を新たに設けるなら前と同じ数の家臣を確保できるはずだが、1人も家臣を召し抱えていなかったのなら、追放した水野の旧臣の知行を信盛の直轄とし、収益を金銀に換えているということである。言語道断である。
一、山崎の地を与えたのに、信長が声をかけておいた者をすぐに追放してしまった。これも先の刈谷と件と思い合わされる事である。
一、以前からの家臣に知行を加増してやったり、与力を付けたり、新規に家臣を召し抱えたりしていれば、これほど落ち度を取ることはなかったであろうに、けちくさく溜め込むことばかり考えるから今回、天下の面目を失ってしまったのだ。これは唐・高麗・南蛮の国でも有名なことだ。
一、先年、朝倉をうち破ったとき（＝刀根坂の戦い）、戦機の見通しが悪いとしかったところ、恐縮もせず、結局自分の正当性を吹聴し、あまつさえ席を蹴って立った。これによって信長は面目を失った。その口程もなく、ここ（天王寺）に在陣し続けて、その卑怯な事は前代未聞である。
一、甚九郎（信栄）の罪状を書き並べればきりがない。
一、大まかに言えば、第一に欲深く、気むずかしく、良い人を抱えようともしない。その上、物事をいい加減に処理するというのだから、つまり親子共々武者の道を心得ていないからこのような事になったのである。
一、与力ばかり使っている。他者からの攻撃に備える際、与力に軍役を勤めさせ、自身で家臣を召抱えず。領地を無駄にし、卑怯な事をしている。
一、信盛の与力や家臣たちまで信栄に遠慮している。自身の思慮を自慢し穏やかなふりをして、綿の中に針を隠し立てたような怖い扱いをするのでこの様になった。
一、信長の代になって30年間奉公してきた間、「信盛の活躍は比類なし」と言われるような働きは一度もない。
一、信長の生涯の内、勝利を失ったのは先年三方ヶ原へ援軍を使わした時で、勝ち負けの習いはあるのは仕方ない。しかし、家康のこともあり、おくれをとったとしても兄弟・身内やしかるべき譜代衆が討死でもしていれば、信盛が運良く戦死を免れても、人々も不審には思わなかっただろうに、一人も死者をだしていない。あまつさえ、もう一人の援軍の将・平手汎秀を見殺しにして平然とした顔をしていることを以てしても、その思慮無きこと紛れもない。
一、こうなればどこかの敵をたいらげ、会稽の恥をすすいだ上で帰参するか、どこかで討死するしかない。
一、親子共々頭をまるめ、高野山にでも隠遁し連々と赦しを乞うのが当然であろう。
右のように数年の間ひとかどの武勲もなく、未練の子細はこのたびの保田の件で思い当たった。そもそも天下を支配している信長に対してたてつく者どもは信盛から始まったのだから、その償いに最後の2か条を実行してみせよ。承知しなければ二度と天下が許すことはないであろう。

## 登場する作品

### テレビドラマ
- 太閤記（1965年、NHK大河ドラマ、演：井上和行）
- 国盗り物語（1973年、NHK大河ドラマ、演：安藤三男）
- 武田信玄（1988年、 NHK大河ドラマ、演：内田直哉）
- 信長 KING OF ZIPANGU（1992年、 NHK大河ドラマ、演：田中健）
- 秀吉（1996年、 NHK大河ドラマ、演：織本順吉）
- 利家とまつ〜加賀百万石物語〜（2002年、 NHK大河ドラマ、演：田中健）
- 功名が辻（2006年、NHK大河ドラマ、演：俵木藤汰）
- 敵は本能寺にあり（2007年、テレビ朝日、演：山田明郷）
- 軍師官兵衛（2014年、NHK大河ドラマ、演：立川三貴）
- おんな城主 直虎（2017年、NHK大河ドラマ、演：坂西良太）
- 麒麟がくる（2020年、NHK大河ドラマ、演：金子ノブアキ）
- どうする家康 (2023年、NHK大河ドラマ、演：立川談春)

### 漫画
- 信長のシェフ（2011年、芳文社『週刊漫画TIMES』連載、原作：西村ミツル、作画：梶川卓郎）

### 小説
- 吉原実『追放』北國新聞社（北國文華）第81号　2019年秋